# La Esperanza, Las Margaritas
La Esperanza är en ort i Mexiko.   Den ligger i kommunen Las Margaritas och delstaten Chiapas, i den sydöstra delen av landet, 800 km öster om huvudstaden Mexico City. La Esperanza ligger 1 585 meter över havet och antalet invånare är 456.
Terrängen runt La Esperanza är kuperad norrut, men söderut är den platt. Runt La Esperanza är det ganska glesbefolkat, med 30 invånare per kvadratkilometer. Närmaste större samhälle är Las Margaritas, 4,2 km söder om La Esperanza. I omgivningarna runt La Esperanza växer huvudsakligen savannskog.